# Simulium cagayanense
Simulium cagayanense är en tvåvingeart som beskrevs av Takaoka 2005. Simulium cagayanense ingår i släktet Simulium och familjen knott.
Artens utbredningsområde är Filippinerna. Inga underarter finns listade i Catalogue of Life.